# Gösta Lilliehöök
Gösta Lilliehöök (* 15. Mai 1884 in Stockholm; † 18. November 1974 in Danderyd; eigentlich Gustaf Malcolm Lilliehöök) war ein schwedischer Sportler, der im Modernen Fünfkampf aktiv war.
Er nahm an den Olympischen Sommerspielen 1912 in seiner Geburtsstadt Stockholm teil und gewann die Goldmedaille im Modernen Fünfkampf vor seinen Landsleuten Gösta Åsbrink und Georg de Laval. Damit wurde er der erste Olympiasieger der Geschichte in dieser Sportart. 
Sein Sieg leitete eine Phase der Dominanz schwedischer Sportler im Modernen Fünfkampf ein, die bis zu den Spielen 1932 in Los Angeles alle olympischen Wettbewerbe in dieser Sportart gewinnen konnten, und dabei bei den Spielen 1920 in Antwerpen und 1924 in Paris ebenfalls einen Dreifach- sowie 1928 in Amsterdam und 1932 einen Doppelerfolg erreichten. Auch bei den ersten drei Spielen nach dem Zweiten Weltkrieg gewannen von 1948 bis 1956 schwedische Athleten die olympischen Wettkämpfe im Modernen Fünfkampf.